# Ермаков, Аркадий Николаевич
Арка́дий Никола́евич Ермако́в (22 сентября 1899, Мценск, Орловская губерния, Российская империя — 25 октября 1957, Москва, СССР) — советский военачальник, генерал-лейтенант (1944). Участник гражданской войны, польского похода РККА, советско-финской и Великой Отечественной войн.

## Биография
Родился 22 сентября (по другим данным — 10 сентября) 1899 года в Мценске Орловской губернии.

### Гражданская война и межвоенный период
В Красной Армии с августа 1918 года. В годы Гражданской войны А. Н. Ермаков был красноармейцем 2-го Орловского полка, красноармейцем Красногвардейского сводного Варшавского полка, красноармейцем запасного батальона в Орловском военном округе, с января 1919 — красноармейцем отдельного батальона в 2-й стрелковой дивизии, с августа 1919 года — пулемётчик 49-й Оренбургской стрелковой дивизии, с декабря 1919 — командир отделения 4-й стрелковой дивизии. Воевал на Восточном и Южном фронтах, участвовал в подавлении крестьянских восстаний в Воронежской губернии, советско-грузинской войне 1921 года. В 1920 году Окончил 2-е Вольские пулемётные командные курсы.
В межвоенный период А. Н. Ермаков продолжал службу в армии. С 1920 года — командир стрелкового взвода 277-го стрелкового полка 31-й стрелковой дивизии, с 1921 — помощник командира пулемётной роты 192-го стрелкового полка 22-й стрелковой дивизии, с того же года — командир пулемётной роты 39-го стрелкового полка 13-й стрелковой дивизии. В 1924 году окончил Киевскую пехотную школу.
С сентября 1924 года служил в 135-м стрелковом полку 45-й стрелковой дивизии: командир учебного взвода, с октября 1925 — командир пулемётной роты, с октября 1929 — командир учебной роты. В 1931 году окончил Стрелково-тактические курсы усовершенствования комсостава РККА «Выстрел» имени Коминтерна, в 1932 году — бронетанковые курсы усовершенствования командного состава, в 1937 году — курсы усовершенствования высшего начальствующего состава при Военной академии механизации и моторизации РККА.
С октября 1931 — командир стрелкового батальона 135-го стрелкового полка, с сентября 1932 — командир отдельного мотострелкового батальона 135-й стрелковой бригады, с марта 1933 — командир учебного батальона там же.

### Участие в боевых действиях 1939—1940 годов
С ноября 1936 года — командир 299-го стрелкового полка в составе 100-й стрелковой дивизии. С июня 1938 года — командир этой дивизии. В сентябре 1939 года дивизия принимала участие в боевых действиях в Западной Белоруссии в составе 16-го стрелкового корпуса 11-й армии Белорусского фронта100-я стрелковая дивизия. Клуб «Память» Воронежского государственного университета. Дата обращения: 23 сентября 2014..
С 16 декабря 1939 года 100-я стрелковая дивизия принимала участие в советско-финской войне. Во время декабрьской операции по прорыву линии Маннергейма дивизия находилась в резерве 7-й армии. В феврале 1940 года — действовала на направлении главного удара в составе 50-го стрелкового корпуса на участке укрепрайона Сумма-Хотинен, расположенном между озером Суммаярви (озеро Желанное) и рекой Суммайоки (река Камышовка). В марте 1940 года в составе войск 34-го стрелкового корпуса наступала северо-восточнее города Выборг в направлении Койвиккохови, Таммисуо, Сементтивалимо, усадьба Хяюрю.
Командовал 100-й стрелковой дивизией в ходе присоединения Бессарабии и Северной Буковины к СССР. С 29 июля 1940 года — командир 2-м стрелкового корпуса в составе Прибалтийского особого военного округа, затем Западного особого военного округа.

### Начальный период Великой Отечественной войны
С начала Великой Отечественной войны корпус находился в резерве Западного фронта, затем вошёл в состав 13-й армии этого фронта. В конце июня 1941 года соединения корпуса под командованием А. Н. Ермакова совместно с 44-м стрелковым корпусом армии были выдвинуты на рубеж Минского укреплённого района, где вели тяжёлые оборонительные бои с 3-й танковой группой немецких войск в ходе Белостокско-Минского сражения. Под ударами превосходящих сил противника части корпуса сначала отошли за реку Березина в район города Борисов и южнее, затем за реку Днепр и закрепились на рубеже Копыев, Новый Быхов.
С 10 июля А. Н. Ермаков командовал действиями 2-го стрелкового корпуса в Смоленском сражении. С 24 июля в составе 13-й армии он был включён в состав Центрального, а с 15 августа — Брянского фронтов, в составе которых вёл оборонительные бои на реках Сож, Судость и Десна. 20 августа 1941 года 2-й стрелковый корпус был расформирован.

### Орловско-Брянская и Тульская оборонительные операции
16 августа 1941 года был образован Брянский фронт и тогда же генерал-майор А. Н. Ермаков назначен заместителем командующего Брянским фронтом и одновременно командующим подвижной группы фронта (108-я танковая дивизия, 141-я танковая бригада, 4-я кавалерийская дивизия). Эта группа войск в начале Рославльско-Новозыбковской операции нанесла контрудар по танковым частям 2-й танковой армии (Г. Гудериан), предотвратив разгром и неорганизованный отход 13-й армии, что позволило ей сгруппировать силы и вновь принять участие в боях.
В сентябре-октябре А. Н. Ермаков командовал оперативной группой войск Брянского фронта (21-я и 52-я кавалерийские дивизии, 121-я и 150-я танковые бригады и 283-я стрелковая дивизия; позже в её состав входили 127-я (с 18 сентября — 2-я гвардейская) и 160-я стрелковые дивизии). Группа генерала Ермакова закрыла 50-километровую брешь между Брянским и Юго-Западным фронтами, а затем отражала удары превосходящих сил 2-й танковой армии противника на льговско-глуховском направлении. По воспоминаниям бывшего командующего Брянским фронтом Маршала Советского Союза А. И. Ерёменко: «В неимоверно тяжёлых условиях, проявляя много инициативы и настойчивости, генерал Ермаков зарекомендовал себя одарённым командиром и человеком большой личной храбрости».
13 октября 1941 года генерал-майор А. Н. Ермаков был назначен командующим 50-й армией Западного фронта, остатки которой выходили из окружения в ходе неудачной для советских войск Орловско-Брянской операции. Командовал действиями армии в Тульской оборонительной операции. 2-я танковая армия немецких войск, которая задержалась в начале октября в районе Мценска на одну неделю, возобновила наступление с целью захвата города Тула и обхода Москвы с юго-востока.
На 50-ю армию была возложена оборона подступов к Туле. Под давлением превосходящих сил противника её малочисленные войска были вынуждены отойти в северо-восточном направлении к Туле. 29 октября 1941 года А. Н. Ермаков создал Южный боевой участок города Тулы во главе с майором И. Я. Кравченко. 30 октября передовые части немецкой 2-й танковой армии подошли к Туле, но ворваться сходу в город не смогли. Предпринятые противником в начале ноября новые попытки захватить Тулу фронтальным ударом, а также обойти её с севера были отражены советскими войсками при активном участии частей Тульского гарнизона и Тульского рабочего полка.
К исходу 18 ноября немецкие войска при поддержке авиации прорвали оборону армии на дедиловском направлении и стали развивать наступление на города Сталиногорск и Венёв. Для того чтобы задержать продвижение противника А. Н. Ермаков усилил на этом направлении противотанковую оборону с помощью противотанковой артиллерии и танковых засад. Однако танковым соединениям противника удалось прорваться 22 ноября к городу Сталиногорск, что создало угрозу охвата Москвы с юго-востока. В тот же день приказом командующего Западным фронтом Г. К. Жукова А. Н. Ермаков был освобождён от должности, а 19 декабря арестован и отдан под суд военного трибунала. За «самовольное отступление от данных ему для боя распоряжений вопреки военным приказам», за непринятие вопреки приказам командования для приостановления наступления противника, в результате чего 22 ноября 1941 года немецко-фашистские войска заняли г. Сталиногорск, был осуждён 29 января 1942 года по статье 193-21 пункт «б» УК РСФСР и приговорён Военной коллегией Верховного Суда СССР на 5 лет лишения свободы в исправительно-трудовых лагерях, лишён генеральского звания и наград.

### Дальнейший боевой путь
Однако в тот же день, 29 января 1942 года Президиум Верховного Совета СССР в порядке помилования освободил его от отбытия наказания, восстановил звание и награды. С февраля 1942 года — в распоряжении Главного управления кадров НКО, с марта — в распоряжении Главкома войсками Западного стратегического направления.
В июне 1942 года назначается заместителем командующего 20-й армией Западного фронта, которая принимала участие в обороне ржевско-вяземского плацдарма и в Ржевско-Вяземской наступательной операции. С 20 марта по 20 августа и с 9 сентября по 15 сентября 1943 года — командующий 20-й армией, которая была выведена во 2-й эшелон Западного фронта и обороняла рубеж юго-западнее города Вязьма.
С 18 сентября 1943 года — командир 60-го стрелкового корпуса в составе 4-й ударной армии Калининского (с 20 октября 1943 года — 1-го Прибалтийского) фронта. Корпус под командованием А. Н. Ермакова участвовал в Невельской и Городокской наступательных операциях. В ходе последней — корпус наступал на направлении главного удара армии и сыграл важную роль в прорыве главной полосы обороны противника, в окружении и разгроме его группировки войск в городокском выступе.
С 7 апреля 1944 года — командир 23-го гвардейского стрелкового корпуса, входившего в состав 6-й гвардейской, 51-й, 22-й, 42-й, 1-й ударной, 67-й армий 1-го, 2-го Прибалтийских, Ленинградского фронтов. Соединения корпуса под командованием А. Н. Ермакова принимали участие в Белорусской, Витебско-Оршанской, Полоцкой, Шяуляйской, Прибалтийской, Рижской, Мемельской наступательных операциях, освобождении города Полоцк и других населённых пунктов. В дальнейшем корпус выполнял задачи по расчленению и уничтожению курляндской группировки немецко-фашистских войск.
За доблесть, мужество и геройство проявленные в наступательных боях по прорыву вражеской обороны и форсированию реки Западная Двина, комкор Ермаков, 3 июля 1944 года, был представлен командующим 6-й гвардейской армии генерал-полковником И. М. Чистяковым к званию Героя Советского Союза, однако вышестоящее руководство понизило статус награды до ордена Ленина, которым Ермаков был награждён Указом Президиума Верховного Совета СССР от 22 июля 1944 года.

### Послевоенные годы
После войны А. Н. Ермаков продолжал командовать 23-м гвардейским стрелковым корпусом, с мая 1948 года — командир 36-го гвардейского стрелкового корпуса Ленинградского и Прибалтийского военных округов. В 1950 году окончил Высшие академические курсы при Высшей военной академии имени К. Е. Ворошилова, с июня 1950 года командовал 2-м гвардейским стрелковым корпусом (1950—1953). С июля 1953 года был старшим военным советником командующего Восточно-китайского военного округа Народно-освободительной армии Китая (1953—1957). С апреля 1957 — в распоряжении Главнокомандующего Сухопутными войсками СССР.
Умер 25 октября 1957 года в Москве, похоронен на Новодевичьем кладбище города.

## Реабилитация
В 2007 году начальник цикла Тульского учебного центра УВД подполковник милиции Ю. В. Апарин, изучив архивные документы, показал, что Сталиногорск оборонялся вплоть по 25 ноября 1941 года, и добился прекращения уголовного дела за отсутствием состава преступления и посмертной реабилитации А. Н. Ермакова.

## Память
8 мая 2015 года на площади Московского вокзала открыт мемориальный комплекс «Защитникам города-героя Тулы в годы Великой Отечественной войны 1941—1945 гг.» (автор композиции — народный художник России Салават Щербаков), на одном из барельефов которого изображён генерал-майор А. Н. Ермаков, командующий 50-й Армией в период Тульской оборонительной операции.

## Воинские звания
- майор (24.12.1935)
- полковник (16.08.1938)
- комбриг (10.02.1939)
- генерал-майор (4.06.1940)
- генерал-лейтенант (22.02.1944)

## Награды
- Три ордена Ленина (21.03.1940, 22.07.1944, 21.02.1945[14])
- Два ордена Красного Знамени (03.11.1944[14], 20.06.1949[14])
- Орден Кутузова II степени (18.06.1944)
- медали[15].